# Зелена (Бучацька міська громада)
Зеле́на — село в Україні, у Бучацькій міській громаді Чортківського району Тернопільської області. Розташоване на півночі району.

## Історія

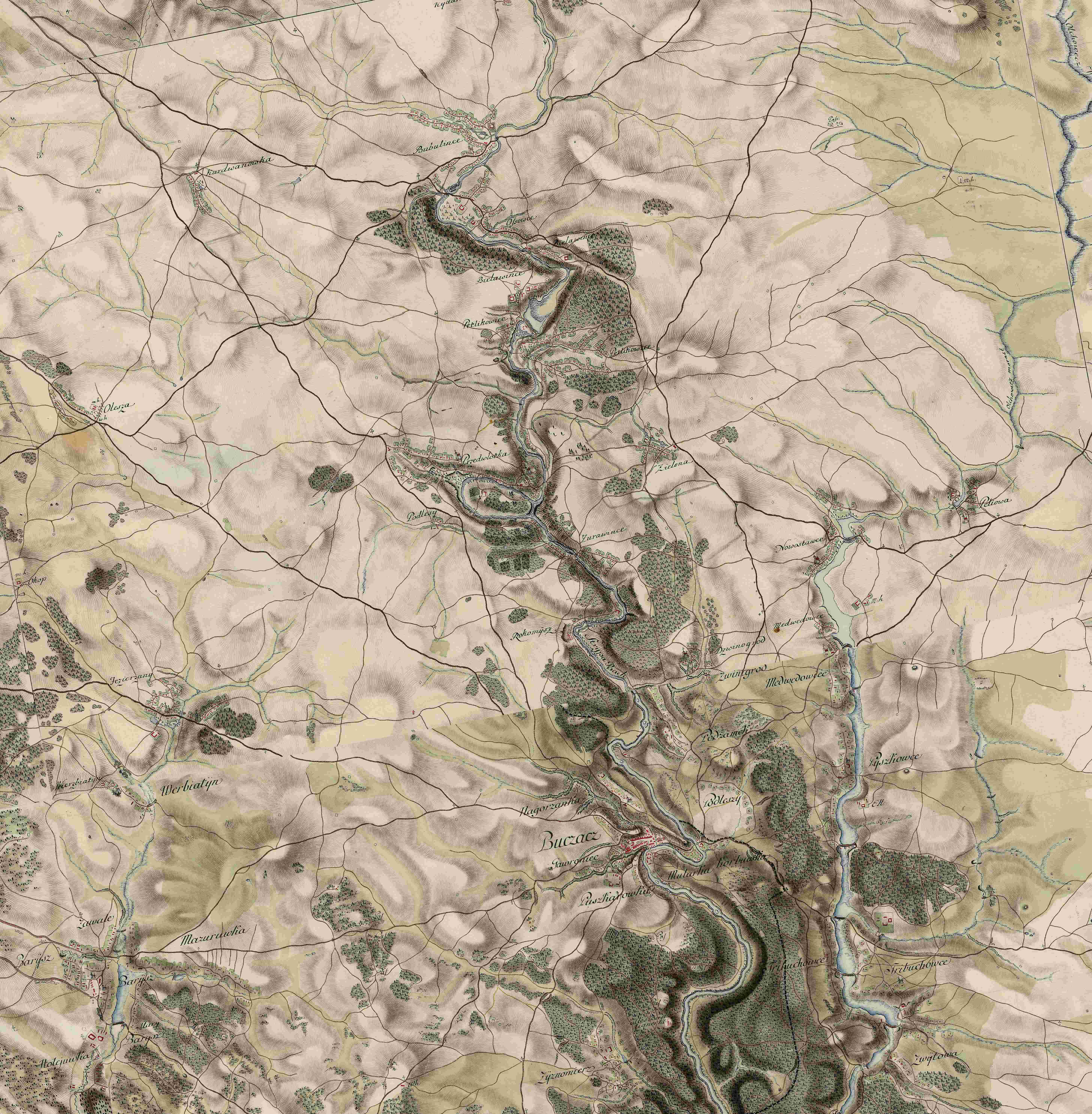
Зелена на мапі фон Міґа, XVIII ст.

Згадується село 9 грудня 1457 року в книгах галицького суду .

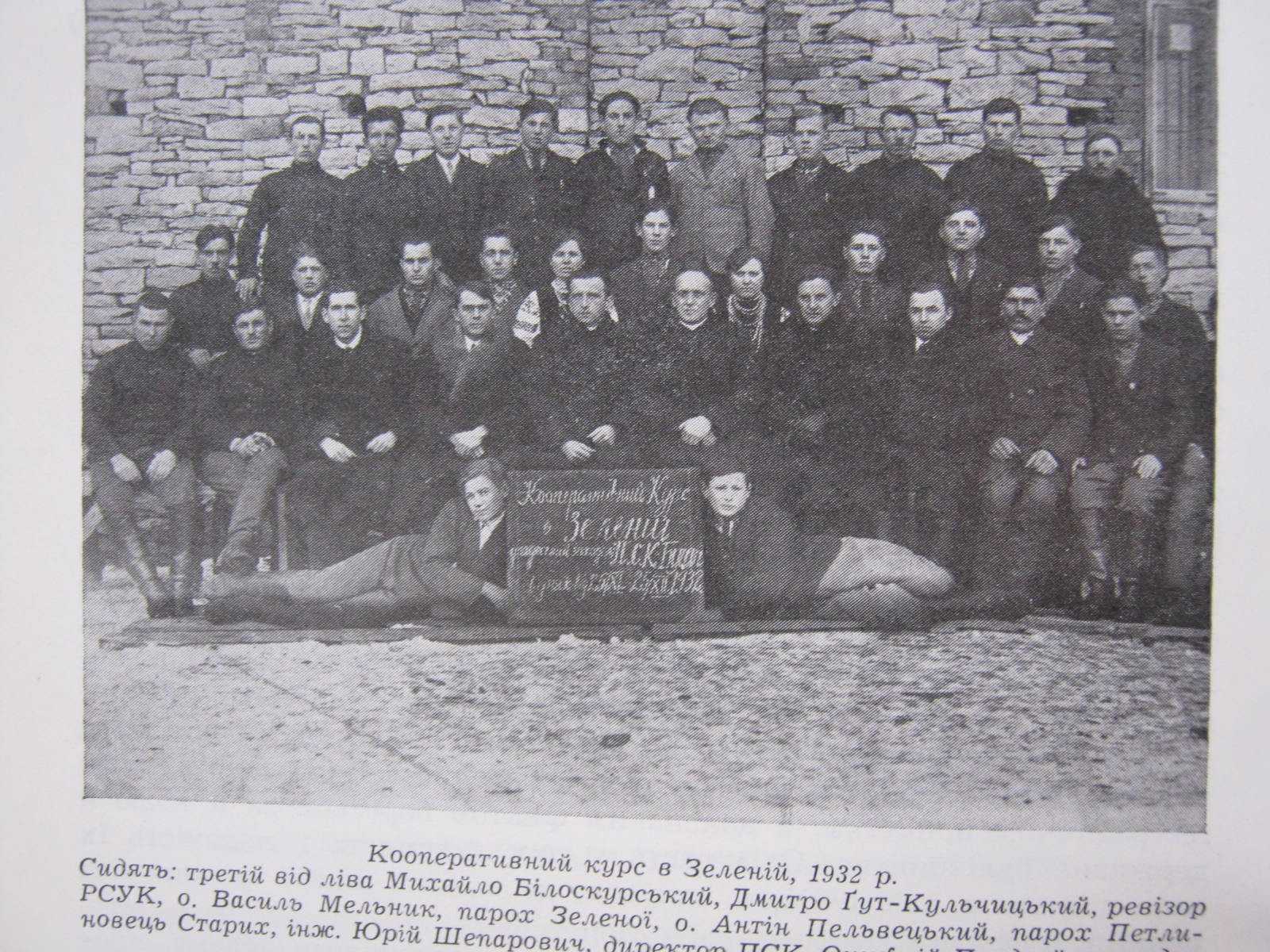
Кооперативний курс «Повітового Союзу Кооператив». Зелена, 1932

Діяли українські товариства «Просвіта», «Луг», «Сільський господар», кооператива.
10-12 жовтня 1930 було «зпацифіковано» кооперативу в селі. 16 жовтня 1930 «зпацифіковано» розміщений у селі фільварок Бучацького монастиря ЧСВВ.
Через наше село проходили війська радянського партизанського руху на чолі Сидорем Ковпаком.
Внаслідок бомбардування 8 квітня 1944 село було зруйноване, загинуло 75 осіб.
16 червня 1945 року, за записом в друкованій хроніці подій від УПА "Вісті з терену", більшовики вивезли на Сибір чотири родини.
12 червня 2020 року, відповідно до розпорядження Кабінету Міністрів України № 724-р «Про визначення адміністративних центрів та затвердження територій територіальних громад Тернопільської області» увійшло до складу Бучацької міської громади.
19 липня 2020 року, в результаті адміністративно-територіальної реформи та ліквідації Бучацького району, увійшло до складу новоутвореного Чортківського району.
З 11 грудня 2020 р. належить до Бучацької міської громади.

## Політика

### Парламентські вибори, 2019
На позачергових парламентських виборах 2019 року у селі функціонувала окрема виборча дільниця № 610155, розташована у приміщенні клубу.
Результати
- зареєстровано 527 виборців, явка 59,01%, найбільше голосів віддано за «Слугу народу» — 38,11%, за Всеукраїнське об'єднання «Батьківщина» — 16,61%, за «Голос» — 15,64%.[7] В одномандатному окрузі найбільше голосів отримав Ігор Сопель (Слуга народу) — 28,33%, за Миколу Люшняка (самовисування) — 27,33%, за Олега Вітвіцького (Голос) — 9,67%[8].

## Населення

### Мова
Розподіл населення за рідною мовою за даними перепису 2001 року:
| Мова       | Кількість | Відсоток |
| ---------- | --------- | -------- |
| українська | 687       | 99.86%   |
| російська  | 1         | 0.14%    |
| Усього     | 688       | 100%     |

## Соціальна сфера
Діють загальноосвітня гімназія І-ІІ ступенів, клуб, бібліотека,пошта,ресторан "Світанок", ФАП, ПАП «Зелена».

## Пам'ятки
Є церква Різдва Пресвятої Богородиці (1882; кам'яна, відновлена 1990), капличка, скульптура («фігура») Матері Божої (2003).

## Пам'ятники
Споруджено пам'ятник полеглим у німецько-радянській війні воїнам-односельцям (1968), встановлено пам'ятний хрест на честь скасування панщини.

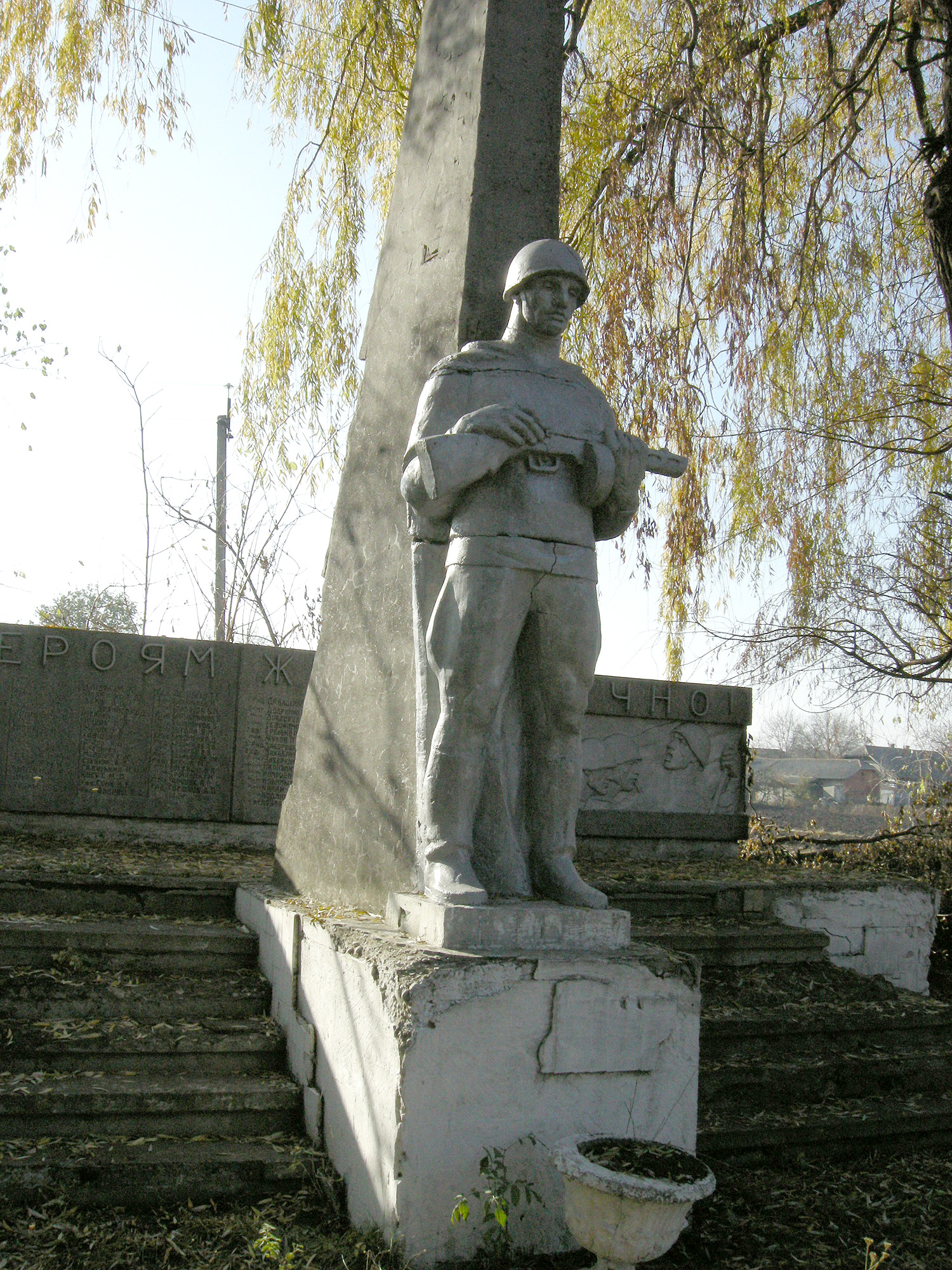
Пам'ятний знак воїнам-землякам, які загинули в роки Другої світової війни

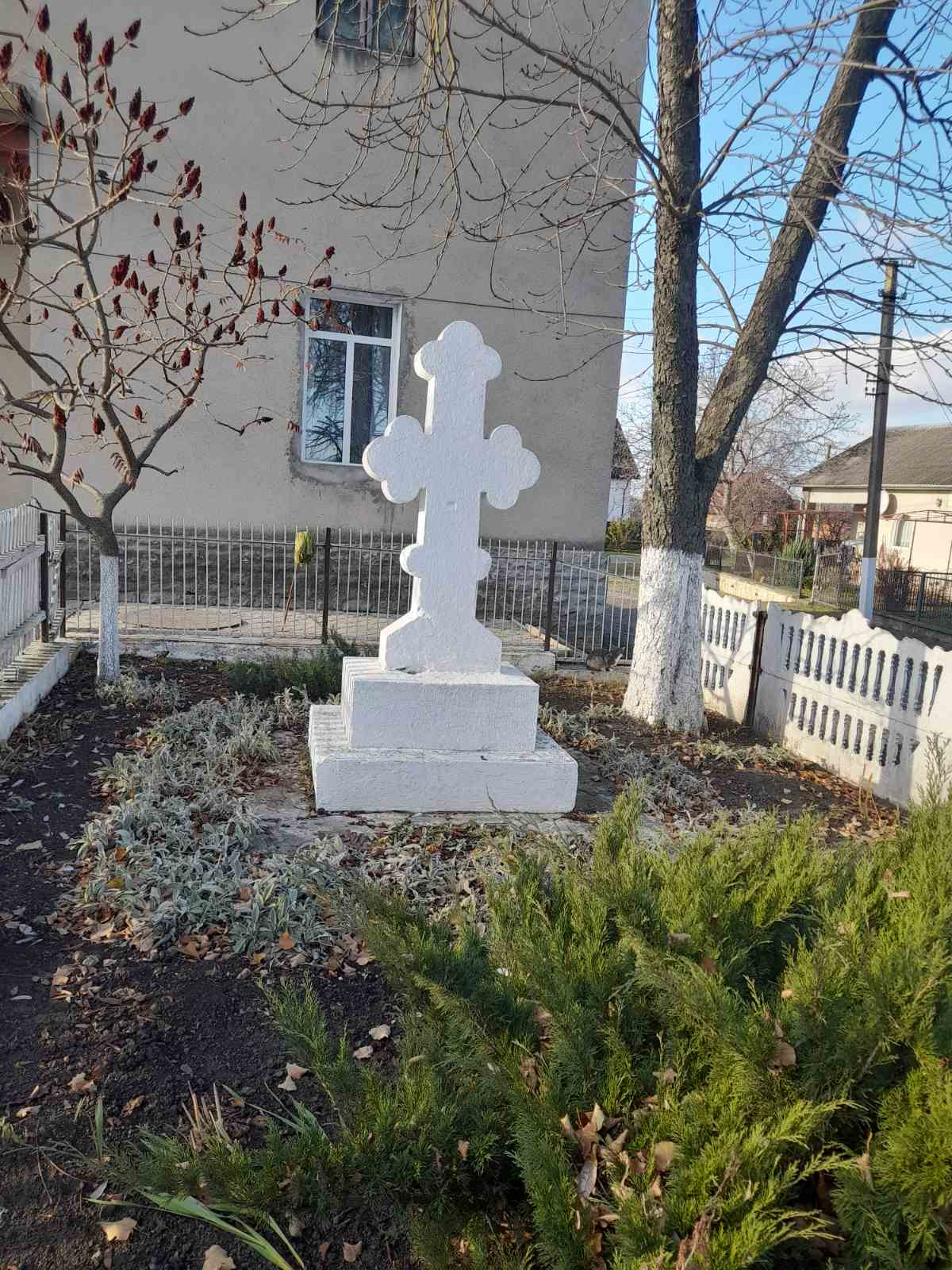
Пам'ятний хрест на честь скасування кріпосного права (1848 року)

## Відомі люди

### Народились
- районовий провідник[10] ОУН Йосип Пасічник[11](повідомив селу про відновлення Української держави 30 червня 1941 року)
- підприємець і громадський діяч, Герой України Петро Гадз.

### Працювали
- священник, письменник о. Василь Мельник (Лімниченко)
- четар УГА, громадський діяч Юрій Шепарович[12]
- поет, письменник Богдан Чепурко.

### Померли
- священник, проповідник, поет, перекладач Юліян Добриловський (на фільварку монастиря оо. Василіян в Бучачі)[13]